# Die Abenteuer des Joslin de Lay
Die Abenteuer des Joslin de Lay (engl. The Joslin de Lay Mysteries ) ist eine Romanserie für Kinder und Jugendliche des englischen Autors Dennis Hamley. Die Reihe lässt sich dem Genre des Mittelalter-Krimis zuordnen.
Die sechs Bände sind zwischen 1998 und 2001 erschienen, übersetzt ins Deutsche wurden bisher die ersten drei. Der erste Band brachte dem Autor den internationalen Durchbruch als Jugendbuchautor.
Die Erzählungen der Reihe Die Abenteuer des Joslin de Lay spielen im 14. Jahrhundert, als zwischen England und Frankreich der Hundertjährige Krieg im Gang ist. Es geht um die Lebensgeschichte eines jungen Mannes, der nach der Ermordung seines Vaters von Frankreich nach Wales flüchtet, um dort seine Mutter zu suchen. 

## 1. Das fünfte Gesicht
Man schreibt das Jahr 1368. In England herrschen Gewalt und Gefahr. Joslin de Lay, ein junger Franzose, ist fremd in diesem Land. Denn er befindet sich auf der Flucht vor den Mördern seines Vaters. Sein Ziel ist Wales, die Heimat seiner Mutter. Dort hofft er Schutz und Sicherheit zu finden und endlich dem Geheimnis seiner Herkunft auf die Spur zu kommen.
Die Reise nach England erweist sich für Joslin de Lay als sehr gefährlich. Überall begegnet er Menschen, die ihm nur Misstrauen entgegenbringen – schließlich wird er als französischer Spion beschuldigt. Mysteriöse Begebenheiten und scheinbare Zufälle bringen ihn in Lebensgefahr. So wird er bei seiner Ankunft gefangen genommen und eines Mordes beschuldigt. Joslin versucht herauszufinden, wer es wirklich auf ihn abgesehen hat, und ob wohl die Mörder seines Vaters dahinter stecken. Als weitere Morde geschehen, wird er als Täter verdächtig. Da entdeckt Joslin ein Gemälde des Jüngsten Gerichts, auf dem die Gesichter der Mordopfer jeweils einen Tag vor ihrem Tod verewigt werden. Es bleibt für Joslin nur wenig Zeit, die Morde aufzuklären, denn das fünfte Gesicht zeigt ihn selbst.

## Ausgaben
- Die Abenteuer des Joslin de Lay.
- 1. Das fünfte Gesicht (engl. Of Dooms and Death). 2001. ISBN 3-40105206-3
- 2. Der Pakt mit dem Teufel (engl. A Pact with Death). 2001
- 3. Tödliche Verschwörung (engl. Hell's kitchen). 2001.
- 4. A Devil's Judgement.
- 5. Angel's Snare.
- 6. A False Father. 2012.